# 544 Jetta
544 Jetta è un asteroide della fascia principale del diametro medio di circa 24,58 km. Scoperto nel 1904, presenta un'orbita caratterizzata da un semiasse maggiore pari a 2,5900102 UA e da un'eccentricità di 0,1551651, inclinata di 8,37668° rispetto all'eclittica.
Il suo nome è in onore di Jetta, figura leggendaria legata alla città di Heidelberg, patria dello scopritore.